# رباعي (شعر)

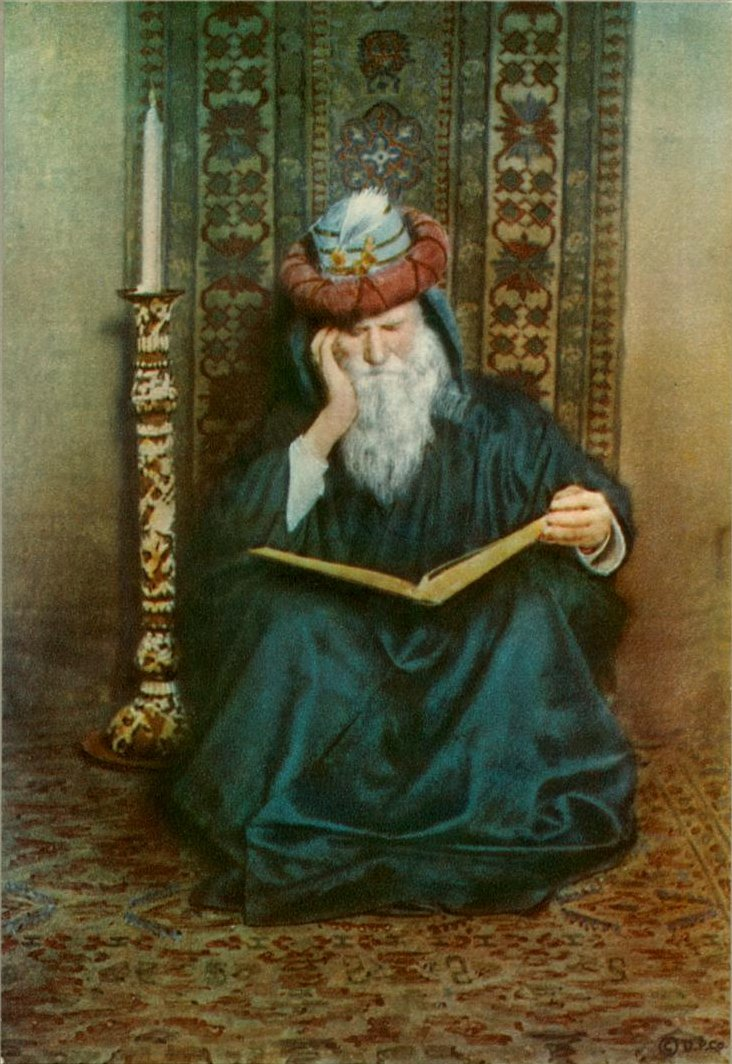
عمر الخيام

الرّباعية والتي تسمى أيضا الدوبيت قالب شعري دخل العربية من الفارسية، واصطلح عليه بالرباعية. وقد استعمل العرب المصطلح الفارسي «دوبيت» للتمييز بينه وبين المربع، ولتحديد المقصود منه، وإن كانوا قد حاولوا ـ بكثير من التكلف ـ أن يجدوا لوزنه أصلا في أوزان العرب. فقد جاء في الرسالة الثانية من عروض الدوبيت ما نصه: «اعلم أن الوزن الذي يقال له الدوبيت معناه عند العجم زوج بيت، المقول فيه عند العرب بيتان، إذ هو مزدوج النظم، وقد جرى على قياس العجم في إضافة اسم عدد التثنية إلى العدد كما فعل بعض شعراء العرب».

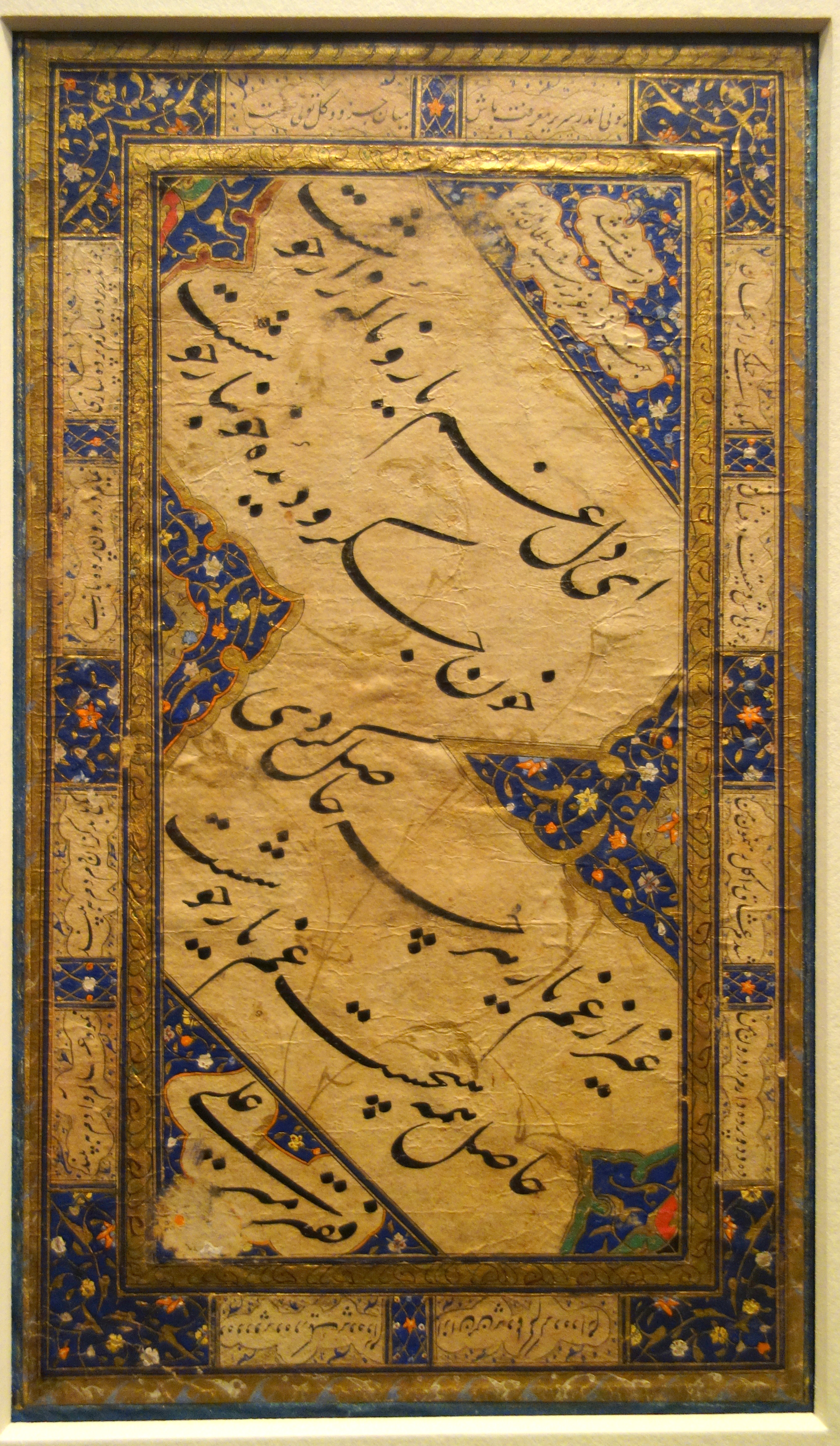
رباعية منسوبة لحافظ الشيرازي - بخط مير علي التبريزي.

## التسمية
لفظة الدوبيت مكونة من كلمتين - إحداهما «دو» بمعني اثنين، والأخرى «بيت» بمعني بيت الشعر.
جاء في كشاف اصطلاحات الفنون: «هو بيتان من الشعر متفقان في الوزن والقافية، وليس من شرطه موافقة المصراع الثالث».
وفي الفارسية، لا يخرج وزن الرّباعية عن قوله «لا حول ولا قوة إلا بالله».

## تاريخ الرباعيات
لا يُعرف بالتحديد متى دخلت الرباعيات في الشعر العربي، إلا أن كتاب «الصحاح» للجوهري المتوفى 393 هـ ذكر «الدوبيتي» وقال إنها نظم وغناء.
وذكر القاضي التنوخي المتوفى 384 هـ الرباعيات حين قال «حضرني أبو أحمد عبد الله بن عمر الحارثي، وعندي صوفي يترنم بشيء من الرباعيات، فلم يستطبه أبو أحمد. فقال له على البديهة: يا أخي لا أقطع حديثك إلا بخير».

## أنواع الرباعي
سميت بالرباعيات المنظومة بالفارسية على شكل (الدوبيت) والمكونة من أربعة أشطر تنتهي بقافية واحدة ووزن واحد؛ وهو ما عرف باسم الرباعي الكامل، أما الرباعي الخصيّ (الأعرج) فهو يقوم على وزن واحد مع اختلاف قافية الشطر الثالث – غالباً-. والوزن هو بحر (الهزج) المؤلف من تكرار تفعيلة (مفاعيلن) ست مرَّات.. وقد استخرج منه الشعراء أربعة وعشرين وزناً.. علماً أن معظم رباعيات الخيّام من الخصيّ.وهذا الوزن مما اخترعه المحدثون، وأكثروا منه لعذوبته، حتى أخلوا به في الوزن. فهو من ناحية يمتاز بموسيقى راقصة، لكل من الزاهد والصالح والطالح فيها أوفر نصيب
ولذلك سميت بالرباعيات.

## أنواع الرباعيات
بحسب مصطفى صادق الرافعي، فإن للدوبيت باعتبار القوافي خمسة أنواع:
أولها يسمى «الرباعي المعرج» ويشترط في قوافيه أن يكون بين الثلاثة منها أو [بين] أربعتها الجناس التام، كقول الشاعر:
والثاني «الرباعي الخاص»، ويشترط فيه أن تكون كل قافيتين متقابلتين بينهما جناس تام - ويقولون إن مثاله:
والثالث «الرباعي الممنطق»، كقول الشاعر:
والرابع «الرباعي المرفّل»، كقوله:
وهذان النوعان لا يشترط في قوافيهما الجناس.
والخامس «الرباعي المردوف»، ويحسن فيه التزام الجناس، كقوله:

## بداية الرباعي ورواده
وهذا الفن معروف في الشعر الفارسي منذ أواخر القرن الثالث الهجري. وقد نظم عليه شهيد البلخي المتوفى (325 ه ‍ /936 م) والرودكي السمرقندي المتوفى (329 ه ‍ /940 م) والدقيق الطوسي المتوفى (368 ه ‍ /978 م).. وأبو سعيد ابن أبي الخير المتوفى (440 ه ‍ /1049 م)؛ وغيرهم.أما أشهر من نظم رباعيات كان عمر الخيام وقد نشرها عنه من سمعها من أصدقائه، وبعد عدة ترجمات وصلت لنا كما نعرفها الآن. ويرى البعض أنها لاتنادى إلى التمتع بالحياة والدعوة إلى الرضا أكثر من الدعوة إلى التهكم واليأس، وهذه وجهة نظر بعض من الناس، وقد يكون السبب في ذلك كثرة الترجمات التي تعرضت لها الرباعيات، بالإضافة إلى الاضافات، بعد أن ضاع أغلبها. ومن جهة أخرى هناك اختلاف على كون الرباعيات تخص عمر الخيام فعلا، فهي قد تدعوا بجملتها إلى اللهو واغتنام فرص الحياة الفانية، إلا أن المتتبع لحياة الخيام يرى أنه عالم جليل وذو أخلاق سامية، لذلك يعتبر بعض المؤرخون أن الرباعيات نسبت خطأ للخيام.
ويعتبر مالك بن المرحل (عاش في القرن السابع، ما بين 604 إلى 699)، أول من وضع له ميزانا يرجع إليه عند الاضطرار أو الاختيار. في ذلك يقول:
«رأيت النوع المعروف بالدوبيت من أوزان الكلام المنظوم، مستقيم البناء، مستعذبا في الغناء. إلا أن بعض الناس يخلطون في النظم عليه، ويسلك مسلك العجم في الزيادة فيه، والتقصير منه، حتى يخل به. فصنعت له ميزانا وبينت ما يجب أن يلتزم فيه، وما يحسن وما يقبح، قياسا على الأنواع العربية، وإتباعا للأكثر في المساق، والعذب في المذاق». فمثل هذا اللون من الشعر جدير بأن تكون له قواعد تضبطه، وتمنع الخلل فيه، ولذلك تجد ابن المرحل قد اعتمد في وضع قوانينه على عناصر ثلاثة، وهي: الأنواع العربية، واطراد الأنساق، والعذوبة في المذاق، حتى لا تبدو غريبة عن الأذن العربية. أما قوله بأنه اعتمد على اضطراد الأنساق العربية، فيقتضي بأنه سيبعد من النصوص ما شذ عن ذلك.

## الرباعي في الأدب العربي
لم يعرف هذا اللون الشعري إبان العصر الجاهلي، أما المزدوج، فالقافية فيه لا تطرد في الأبيات بل تختلف من بيت إلى بيت، بينما تتحددفي الشطرين المتقابلين، وعادة تنظم من بحر الرجز... ونرى الفرس حين يعودون إلى لغتهم ويحدثون نهضتهم الأدبية يستخدمون هذا الضرب من الشعر في قصصهم متخذين له اسماً جديداً هو «المثنوي»؛ ولعلنا لا نبالغ إذا قلنا إنه هو الذي رشح لظهور الرباعيات في الأدبين العربي والفارسي، وهي تتألف من أربعة شطور، تتفق أولها وثانيها ورابعها في قافية واحدة، أما الشطر الثالث فقد يتخذ نفس القافية وقد لايتخذها، مثل قول بشار بن برد مازحاً مع جاريته ربابة:
وغيرها، ومن يرجع إلى تراجم الشعراء في الأغاني يجد منها أمثلة كثيرة.
والدارس للأدب العربي لا يلاحظ بعد ذلك اهتمام الشعراء الفحول بهذا الضرب من النظم. ولذا خلا الشعر العربي من نماذج جيدة لهذا الفن؛ بل إنَّ هذا الفن في فترة من الفترات لم يكن يمثل ضرباً له رواده.

## وزن تفعيلة الرباعي
وقد ذكر أنه مثمن مبني من: فعلن بسكون العين متفاعلن فعولن فعلن بتحريك العين: /0/0
///0//0 متفاعلن

//0/0 فعولن

///0 فعلن

فعلن وجعله خمس أعاريض وسبعة أضرب. 

فالعروض الأولى:  «فعلن»، وهي التامة الثقيلة، ولها ضربان:
ـ ضرب مثلها: [ ///0] / فعلن
ـ وضرب مذال: [ ///00 ] / فعلان
العروض الثانية: [/0/0] «فعلن»، وهي التامة الخفيفة، ولها ضربان:
ـ ضرب مثلها: [ /0/0 ] / فعلن.
ـ وضرب مذال: [ /0/00 ] / فعلان
العروض الثالثة:  «فعولن»، وهي المجزوءة.
ولها ضرب مثلها: [ //0/0 ]/ فعولن.
العروض الرابعة:  «فعل»، وهي المجزوءة المحذوفة.
ولها ضرب مثلها:[ //0 ] / فعل.
العروض الخامسة:  «متفاعلن»، وهي المشطورة.
ولها ضرب مثلها: [ ///0//0 ] / متفاعلن.

وتنظيره ظاهر من حيث أنه مخالف للمشطور في الاصطلاح العروضي، وإنما قيل لها مشطورة، لأنه ذهبت من البيت أربعة أجزاء، من كل شطر جزءان، وبقيت أربعة أجزاء. وبيته:
[ فعْلن/ متفاعلن] ** فعْلن / متفاعلن ]
أهـلا بخيالكـم ** من لي بوصالكم.
وإلى هذه التجزءة أشار ابن غازي تذييلا لتجزءة صالح بن شريف الرندي التي وضعها في أوزان البحور: فهزهز فإن القلب لو جيب لم تجد ** لرند وجيد أو رشا فيه مـن حمـى فاهلا بقلبي رفقه ظـــل غصنــه ** وشكرا لمن عافى مـن الهجر والخنا دو بيتهـــــم عروضـــه ترتجـل ** فعلــن / متفاعلـــن/ فعــولـــن / فعلن فهزهز للبحر، والهاء منبئة أن أعاريضه خمس، والزاي دالة على أن أضربه سبعة، كما حددها مالك بن المرحل. وقد جزأه أبو عبد الله الدراج (ت:693هـ): فعلن بسكون العين فعلن بتحريك العين مستفعلن مستفعلن. (/0/0 ///0 /0/0//0 /0/0//0). وله عنده ثلاث أعاريض وثمانية أضرب. [9] وكان قد خالف ابن المرحل في تجزئته أيضا: ـ أبو إسحاق التلمساني، وذهب إلى أن تجزءته هي: /0/0///0
/0/0//0
/0/0//0 مستفعلتن
مستفعلن
مستفعلن انظر: زهرة الظرف: الورقة 10 (مخطوط). ـ وقد سما ه الرندي بالعميد، وجزأه هكذا: /0/0///0
/0/0//0/0
/0/0 مستفعلتن
مستفعلاتن
فعلن وعده من الأوزان المحدثة، فقال عنه:«وأما العميد فخارج عن الدوائر.. ويستعمل مشطورا كما يستعمل الرجز غالبا». وقد ذكر أن له عروضان، الأولى وافية، والثانية مجزوءة. وكان الرندي أشار أيضا إلى وزن آخر، لا علاقة له بالدوائر، يسمى ب:«الفريد»، أجزاء شطره (الوافي في نظم القوافي: 316 ـ 317): /0/0///0
/0/0///0
/0/0//0/0 مستفعلتن
مستفعلتن
مستفعلاتن وبيته:
```
القَطْرُ كَمَا الأرْضُ مِنَ الْحُسْنِ فُنُونا *** وفتَّحَ لِلنَّوْرِ ثُغُوراً وعُيونا
```

ـ وقد سماه حازم بنفس التسمية، وذكر أن تجزءته هي: /0/0///0
/0/0//0
/0///0 مستفعلتن
مستفعلن
مفتعلن واعتبره من وضع المتأخرين من شعراء المشرق، جعلوا الجزء المفرد تساعيا، والمتشافعين سباعيين، فقدموا التساعي وتلوه بما يناسبه من السباعيات، فهم غالبا ما يشعثون الفاصلة التي في الجزء الأول، فتصير مفعولاتن وهذا يعني أن الأصل هو مستفعلاتن. ونبه حازم إلى أن الجزء الأخير قد يجيء على وزن مستفعلن، وهو الأصل، ولكن في الأقل، يمكن أن يستعمل أيضا مقطوعا: مفعولن. (انظر. منهاج البلغاء وسراج الأدباء: 241).
وهذا النوع عند القللوسي ليس من أوزان العرب، وإنما هو من المهملات مثمن مبني من:
/0/0
///0//0
//0/0
/0//0 فعلن
متفاعلن
فعولن
فاعلن
وبهذه التجزئة كان قد جزأه أبو الحكم بن المرحل في كتابه الذي سماه بالملحة، [10] وهي أصح تجزئة، وخالف في ذلك تجزئة أبي إسحاق التلمساني، وتجزءة ابن الدراج، فهما في نظره لا تصحان ولا تثبتان لما يدخل عليهما من الفساد.[11] وقد أرجعه لدائرة المؤتلف، وزعم أنه مأخوذ من أجزاء الكامل بطريقة تكلفها.[12] ووضع له أسماء علل وزحاف على نحو ما رءاه.[13] والحقيقة أن القللوسي كان مهووسا بقياس هذا الوزن بأشعار العرب وطريقتها، وإلا فلن يعتبر من أوزانها ولا من أقاويلها الشعرية. وفي ذلك يقول: «فما جاء من الدوبيت على طريق لسان العرب وخالف طريق أوزانها في شيء يقال فيه مكسور، وما وافق طريق كلامها وطريق أوزانها يقال فيه موزون، وإن لم يكن من أوزانها، فما قيس على لسان العرب من لسانها، فإن قيس على أشعار العرب، فإنه لا يخلو من أن يجعل من قسم الدوبيت أو لا يجعل، فإن لم يجعل فالحكم فيه أيسر، فإن هذا للضرر مع غيره من تلك القطعة بينهما بون في الطويل، وعدد الحروف يقيم برهان ذلك. فإن جعل من الدوبيت، فإنه لا يخلو من أن يجعل أصل تفعيله: فعلن فعلن مستفعلن مستفعلن كما جعله الفقيه أبو عبد الله، أو مستفعلتن مستفعلن مستفعلن كما جعله شيخنا أبو إسحاق، وكلا القولين باطل، أو فعلن متفاعلتن فعولن فاعلن كما جعله شيخنا أبو الحكم وهو الصواب».[14] ولهذا الوزن ـ عنده ـ ثلاث عشر عروضا (13)، وتسع وستون ضربا (69) مستعملة على القياس، وستة عشر ضربا (16) على غير القياس[15] وفي شرخ الغموض، قال ابن بري: «وقد وضع شيخنا أبو بكر رحمه الله في أوزان الدوبيت تآلفا يشهد له بالإجادة في هذه الصناعة، استدرك فيه أعاريض وضروبا لم يذكرها أبو الحكم، وجعل له إحدى عشر عروضا وإثنين وعشرين ضربا»[16]
وهنا انتهى القللوسي من تفريع جميع أعاريض الدوبيت وضروبه، وقد كانت أكثر الأبيات التي استشهد بها من وضعه. وفي ذلك يقول:«وأكثر هذه الأبيات، أنا وضعتها، لأنني لم أجد شاهدا فيها إلا أقساما من الموشحات والأزجال، وفيها ما لم ينظم عليه شيء البتة، وربما أتيت في بعضها بما يستثقل في الذوق، لكن القياس يقتضيه، فلا يُتَعَرَّضُ علينا به، لأنا أتينا به اتباعا للقياس المعهود في شعر العرب». [17] لكن السؤال الذي يطرح نفسه الآن، هو هل التزم الشعراء بهذه التجزئة، وبما يتفرع عنها من أوزان..!؟ إن الجواب عن هذا التساؤل يقتضي أولا حصر أغلاط الشعراء في هذا البحر، أو بمعنى آخر حصر النماذج التي لا تستجيب لتجزئة القللوسي، ومقابلتها ثانيا بالتجزئة التي قال بها غيره، وفيما إذا كانت تستقيم عليها، حتى لا نسقط في دائرة العروضيين الذين أبعدوا من الشواهد، كل ما لا يستجيب لنظرياتهم في حصر أوزان الشعر وتقنين عروضه. ويمكن أن نسترشد في هذا الجانب بنص ـ في غاية الأهمية ـ للقللوسي نفسه، فيه يكشف عن خلل كثير في الدوبيت لحق وزنه، فلم تتسع له نظريته، (وقد يجب طرحه)، أو قبول شواهده دون عرضها على تجزءة غيره، وهذا يتنافى مع طبيعة هذا العمل الذي يروم البحث عن عروض الموشح وأوزانه، خاصة إذا كانت النماذج الشعرية المتوفرة ـ وهي الشاهد الشعري ـ تستجيب لتجزئة غيره، ولا تنظبط لتجزئته..! وهذه الأخطاء، بحسب الشواهد التي أوردها، هي: 1ـ أنشد الجوزي في المدهش:[18] [فعلن] من يرحمني ومن يطفي حرقي *** من بعدهم وسهري وأرقي فقد جعل في الصدر (فعْلن)، مكان (فعولن)، وكف في العجز (متفاعلن)، ثم جاء بعده: [ فعلن] عسى أنستْ لبينهم بالأرق *** فالجفن بدمعه أسير الغرق 2 ـ ومما جعل فيه (فعولن/ فعْل)، مكان متفاعلن، قوله أنشده الجوزي:[19] [ فعلن ] كم يرمي القلب حسبه قد جرحا *** رفقا بقلب فيك يقاسي البرحا فقوله: (بقلب) وزنه (فعولن)، وقوله: (فيك) وزنه فعْل. 3 ـ وقد جعل أيضا مكان (متفاعلن) فيه (متفاعيلن)، نحو قوله، أنشده الجوزي في المدهش:[20] [فعلن] عذالي كفوا من ملامي ألم *** من بات على وعد اللقا لم ينم فقوله: (لي كفوا من) وزنه متفاعيلن، وقوله: (تَ على وعد ل)، وزنه متفاعيلن. ومثله، قوله:[21] [ فعلن ] قد مر لنا عام وهذا عام *** والعمر إذا طلبته أحلام وهذا النوع هو أكثر الخلل الواقع فيه، فإنه زيادة ساكن، وزيادة ساكن يخفى على من لادربة له بالوزن. 4 ـ وقد حذفوا نون هذا الجزء، فقالوا فيه (متفاعيل)، ومنه قوله:[22] [فعلن] السقم على الجسم له ترداد ** والصبر يقل والهوى يزداد فقوله: (معللجسم)، وزنه (متفاعيل). 5 ـ ومن الخلل القبيح فيه قوله:[23] [ فعلن ] / [ فعلان] العين لها دم ودمع سجُّ *** هذا يكتبْ شجوهْ وهذا يمحوهْ 6 ـ ومما وضع فيه (فعْلن/ فاعلن)، مكان (متفاعلن)، وذلك قوله: (يكتبْ شجوهُ)، [ فعلن ] / [ فعلان ].[24] العين لها دم ودمع سجُّ *** هذا يكتبْ شجوهُ وهذا يمحوهْ 5ـ ومما وضع فيه (فعِلن/ فاعلن) مكان متفاعلن، قوله:[25] [ فعلن ] لا ذقت وحوشيت من عذاب الصد *** وجدي قد ذقت في هواكم وجدي فقوله:(توحوشيتمن)، وزنه: فعِلن/ فاعلن.
وهذه ثمانية أخطاء، فقد تضمن الشاهد الأول خطأين، هما:
ـ وضع «فْعلن» مكان فعولن ـ كف متفاعلن، فجاءت: «متفاعل». أما الخطأ التاسع، فلم ينبه إليه، فقد كان ابن المرحل قد أشار إليه، ضمن ما ينبغي ألا يجوز، حيث قال: «وأما ما لا ينبغي قوله، فـ.. مثل قوله:» مر الليل ولست نائم «، فإنه زاد بعد الميم من (متفاعلن) ساكنا، وصار الجزء (موتفاعلن)».[26] وقد تكون هناك أخطاء أخرى، كما يتبن من هذا التصريح الذي يقول فيه: «وأنواع الخلل كثيرة لا تنضبط بالتمثيل، ولا يحيط بها التأويل. وهذا الذي أوردت كله مردود، لا وجه له عندي».[27] وربما أحس القللوسي في نفسه بشيء من القصور تجاه هذا الوزن، فنظريته لا تستجيب ـ إذن ـ لكل ما قيل عليه، ولذلك تجده يتلمس العذر للشعراء الذين جاؤوا فيه بهنات كثيرة، استنادا إلى ما قاله الفرابى في كتابه الأكبر في المنطق: «واعلم بأن الجمهور وكثيرا من الشعراء إنما يرون القول شعرا متى كان موزونا مقسوما بأجزاء ينطق بها في أزمنة متساوية». فقد (أعطى) أن الشعر إن عدم فيه التساوي خرج عن أن يكون شعرا. ثم قال: «وبعض الأمم يجعلون (المعم) التي يلحقون بها الشعر (الحرا) للشعر كبعض حروفه، حتى أنه إن وجد القول دون اللحن بطل وزنه. فقد يكون في هذا عذر لمن أتى بالدوبيت ناقصا أو زايدا. وقالوا ذلك صحيحا لأن العجم منهم من يضع الشعر على اللحن، وهم هؤلاء الذين أشار إليهم أبو نصر. فإن اللحن دائرة، كما أن بيت الشعر دائرة، ألا تراه متساوي الأجزاء متقابل الفرعات والرفعات، متماثل النغمات، ولذلك لم يكن لحن إلا له إيقاع، فإن الإيقاع للحن بمنزله..».[28] ونأتي الآن بهذه الأخطاء مجتمعة في جدول عام يستطيع أن يحصر مجموعة أخرى من التجزءات للدوبيت ربما قد تستوعب هذه الأخطاء، وتتسع بالتالي لمجموعة كبيرة من الموشحات التي لا تنضبط على تجزئة القللوسي، وتخضع لها، بل تستقيم على هذه:

## رواد فن الدوبيت
إن لنشأة الدوبيت قصة أشبه بالخيال حيث يذكر أن الشاعر الفارسي رودكي كان يتجول نهار يوم من أيام الربيع في إحدى متنزهات غزنين فسمع صوت صبية يلعبون بالمداحي وكان من بينهم أحد أبناء الأمراء الصفاريين وهو في النصف الأول من العقد الثاني من عمره وقد خسر اللعبة مرتين وفي المرة الثالثة حاول أن يدخل جوزته الحفرة بمساعدة ترنيمة أخذ يترنمها فاسترعت انتباه رودكي فأنصت إليه فإذا به يقول: «غلتان غلتان همي رَوَدْ تابُنِ كَوُ» أي «تتدحرجُ تتدحرجُ ماضيةً إلى قعر الحفرة»، فوجد رودكي أن للعبارة وقعاً موسيقياً جميلاً حيث كان مرهف الحس صاحب أذن موسيقية فأخذ يقطعها حسب الموازين العروضية فوجدها قطعة موزونة، وبما أن ذلك الفتى كان من وراء ذلك فقد أسماه بالترانة وهي تعني الفتى الصبوح الوجه.

### عمر الخيام
هو غياث الدين أبو الفتوح عمر بن إبراهيم الخيام المعروف بعمر الخيام (1048 - 1131) (الخيّام هو لقب والده، حيث كان يعمل في صنع الخيام)
عالم مسلم، ولد في مدينة نيسابور فی إيران ما بين 1038 و1048، وتوفي فيها ما بين 1123 و1124م. فيلسوف وشاعر فارسي، من أصل عربي، تخصص في الرياضيات، والفلك، واللغة، والفقه، والتاريخ.وهو أوّل من اخترع طريقة حساب المثلثات ومعادلات جبرية من الدرجة الثالثة بواسطة قطع المخروط وهو صاحب رباعيات الخيام المشهورة.
الرباعيات هي عبارة عن مقطعات من أربعة أشطار، الشطر الثالث مطلق بينما الثلاثة الأخرى مقيدة، وهي تعرف باسم الدوبيت بالفارسية، وقد ألفها بالفارسية رغم أنه كان يستطيع أن يصوغها بالعربية.
كان في أوقات فراغه يتغنى برباعيات في خلوته، وقد نشرها عنه من سمعها من أصدقائه، وبعد عدة ترجمات وصلت لنا كما نعرفها الآن. ويرى البعض أنها لاتنادي إلى التمتع بالحياة والدعوة إلى الرضا أكثر من الدعوة إلى التهكم واليأس، وهذه وجهة نظر بعض من الناس، وقد يكون السبب في ذلك كثرة الترجمات التي تعرضت لها الرباعيات، بالإضافة إلى الإضافات، بعد أن ضاع أغلبها.
من جهة أخرى هناك اختلاف على كون الرباعيات تخص عمر الخيام فعلا، فهي قد تدعو بجملتها إلى اللهو واغتنام فرص الحياة الفانية، إلا أن المتتبع لحياة الخيام يرى أنه عالم جليل وذو أخلاق سامية، لذلك يعتبر بعض المؤرخين أن الرباعيات نسبت خطأ للخيام وقد أثبت ذلك المستشرق الروسي زوكوفسكي فرد 82 رباعية إلى أصحابها فلم يبق إلا القليل الذي لم يعرف له صاحب.

## الدوبيت في السودان
الدوبيت.. ضرب شعري غنائي اشتهر به سكان المناطق الرعوية في السودان، وله أسماء أُخر في العالم العربي مثل الزجل والمواليا، أصله كلمة فارسية مكونة من شطرين أولهما (دو) ويعني اثنين، والمعنى واضح وهو الشعر ثنائي الأبيات، حيث يتكون الدوبيت من قصيدة غنائية طويلة مكونة من مقاطع صغيرة تتألف من بيتين من الشعر بذات القافية مع اشتراط انتهاء الشطر الأول لكل منهما بنفس القافية التي ينتهي بها البيت، وهذا ما يجعل المقطع الواحد من الدوبيت مكون من أربعة أجزاء صغيرة موحدة القافية مثاله:
وهناك حالات يكون فيها المقطع ثلاثياً أو خماسياً وفي حالات نادرة يكون سداسياً، ويشتهر بهذا النوع سكان بوادي السودان الغربية في كردفان ودارفور، وفي بعض المناطق من أواسط السودان الغربية المتاخمة لكردفان، كما أن أغلب شعر (الحكّامات) بغرب السودان ينتمي لهذا الدوبيت الثلاثي، ومثاله من غرب السودان هذا المقطع الجميل الذي يُمدحُ به العرسان ليلة عرسهم وتغنيه لهم بنات الفريق:
ورغم أن الدوبيت متجذر في وجدان القصيدة السودانية الدارجة، ويشكل الضرب الأوفر حظاً من الانتشار والتداول لسهولة حفظه وجمال معانيه وارتباطه بحياة البداوة الفطرية التي يحن إليها كثير من الناس الذين شغلتهم حياة المدن والحواضر عن الاستمتاع بجمال تلك الحياة، إلا أن شكل قصيدة الدوبيت كما هي في السودان لا تنتمي حقيقة إلى الدوبيت بمعناه في العالم العربي، حيث الدوبيت هو أحد فنون الشعر المعربّة والخارجة عن أوزان الشعر العربي الخمسة عشر، وللدوبيت خمسة أنواع جميعها لا تطابق الدوبيت الذي نعرفه في السودان وأقربها إلى الدوبيت السوداني هو النوع المسمى: (الرباعي الخالص) وإن كان يختلف عنه اختلافاً طفيفاً، ويتفق معه في كثير من النواحي الأخرى، حيث يتفق معه في وحدة القافية في المقاطع الأربعة، ويختلف معه في وجوب أن يكون هناك جِناسٌ بين قافيتي المقطعين الأولين، وجناسٌ بين القافيتين الأخيرتين، وبذا يختلف عن الدوبيت السوداني الذي لا يشترط سوى وحدة القافية في جميع المقاطع. أما بقية أنواع الدوبيت الأربعة فهي بعيدة كلياً عن فكرة الدوبيت المتعارف عليه في السودان وفي منطقة البُطانة على وجه الخصوص.
ينتمي الدوبيت السوداني إلى بحر من بحور الشعر (المستحدثة)، وهو البحر المسمى بحر (المواليا)، الذي هو فنٌ (مستحدث) قيل أنه أستخدم أول مرة لرثاء الوزراء البرامكة حين نكبتهم على يد الخليفة العباسي، وهذا النوع من الشعر مطابق تماماً لما نسميه نحن في السودان (الدوبيت)، حيث لا يشترط هذا الضرب من الشعر سوى اتفاق القافية الأخيرة من كل جزء من الأجزاء الأربعة أو الثلاثة من مقطع الدوبيت، وربما أتى الخلط بين المواليا والدوبيت – في اعتقادي - لعلاقة المواليا بالفرس البرامكة.
ويعتقد الكتّأب والمؤرخون أن المواليا ضرب من الشعر المستحدث والذي لم يجرِ على ألسنة العرب في الجاهلية، حيث أن المقياس هو بحور الخليل بن أحمد، ولكن ربما أغفل الخليل بن أحمد هذا الضرب من الشعر ولم يرد مطلقاً في بحور شعره الخمسة عشر، أقول أغفله لأن هذا النوع من الشعر ينتمي إلى الشعر الجاهلي وأخص الثلاثي منه بالذكر، وربما أغفله الخليل غير عامد لأن استخدامه لم يكن كثيراً، لذا ومن باب إحقاق الحق ينبغي أن يعترف بالمواليا كأحد بحور الشعر الرسمية المعتمدة. ودليلي على كون المواليا أكثر أصالة من جميع بحور الشعر الأخرى، أن أقدم قصيدة شعر عربي على الإطلاق هي قصيدة العنبر بن تميم والتي كتبت قبل الهجرة النبوية بحوالي مائة وخمسين سنة، وكان قد نظمها لحداء الإبل وهو عائد من منطقة تسمى بهراء في الجزيرة العربية، قال فيها:
ونلاحظ مدى الشبه الشديد بين بناءِ هذه المقطع وبين مقطع قصيدة المواليا وزناً وقافية و(استخداماً)، ورغم أن هذا المقطع لم يعرف إن كان له بقية من قصيدة أم لا، إلا أنه حتى وإن لم يكن مقطعاً معزولاً من ثلاثة مقاطع فقط، فهو على الأقل يحاكي تماماً من ناحية الوزن أوزان المواليا الثلاثية الموجودة في غرب السودان.
ورغم أن المقطع السابق من قصيدة العنبر بن تميم قريب الشبه من البحر السابع من بحور الشعر وهو (بحر الرجز) إلا أن وجود القافية في نهاية كل مقطع ينفي انتماءه لهذا البحر، حيث أن بحر الرجز لا وجود للقافية في نهاية كل شطر من قصائده.
وقد استخدمت المواليا أو كما تسمى في السودان الدوبيت في مختلف المناسبات والأغراض، مدحاً ورثاءً وغزلاً وتشبيباً وفخراً وحماسة، يقول الشاعر (ود ضحوية) في نقده لظاهرة اجتماعية بدأت في الظهور في وقته، وهي عادة التبطل واللا عمل، وينتقد فيها الولد الشاب الذي لا يسافر (لقطع الطريق) إلى أن ينقضي الشهر ويهل هلال الشهر الجديد ولا يرد البحر يعطن ويبل (شنانه) في مائه، ولكنه رغم خموله وكسله حينما تمر الفتيات أمامه فإنه يراهن كالصقر ويمشي أمامهن مشية الغرور والفخر (القدلة)، ويختمها بوصف هذا الشاب بالخيبة والمذلة:
وللدوبيت في السودان حظ وافر من القصائد الغزلية الرائعة، وأشهرها تلك القصائد التي كتبها العاشق المتيم قيس البُطانة (المحلق الحمراني) في ابنة عمه وزوجته (تاجوج) الجميلة، يصف عينيها بأنها فص ألماس يزين الذهب المُجمَّر ويشبه شفتيها بالتمر وشعرها بالبستان وخصرها بالضمور وملمس جلدها بملمس القماش الكيدي المخطط، وذلك حينما أصابته اللوثة العقلية نتيجة طلاقه منها:
ويقول أحدهم وأظنه أيضاً (ود ضحوية) مادحاً الكرم والبذل، ورغم ان ود ضحوية كان قاطع طريق إلا أن قطاع الطريق في ذلك الوقت كانوا أشبه بروبن هود (لصوصٌ نبلاء)، فهم يقطعون طريق الإبل فقط لاغير، أما النعاج والبقر فإنهم يعفّون عن نهبها، كذلك لا ينهبون أملاك النساء ولا الأطفال، يقول الشاعر أن هذه الإبل إن (حرَّن) أي كن لدى غيره فهن بُكار (والبكرة هي الناقة) ولسن صفائح زيت، أي أن ما سيبذله من تعب هو من أجل شيء له قيمة مادية ومعنوية في ذات الوقت، وإن (بردَن) أي حينما ينتهي حرّ المعركة وتصير هذه الإبل ملكه وتتحول لنقود فإنه ليس بخيلاً بها للغير: